# Félizé Regnard
Félizé Regnard (* alrededor de 1424-12 de enero de 1475) también Phélise Renard, Phélise Reynard y Félise Regnard, fue la primera amante del príncipe heredero francés Luis, incluso antes de su acceso al trono como Luis XI de Francia.

## Biografía
Félizé Regnard provenía de la nobleza inferior del Delfinado. Su padre era Aymar Regnard, señor de Saint-Didier y castellano de Beaumont. 
Se desconoce cómo y cuándo exactamente Madame de Beaumont, como Félizé fue llamada por sus contemporáneos, ganó el favor del joven Luis, pero el la convirtió en su amante alrededor de 1442. De esta unión nacieron dos hijas:
- Guyette de Valois (* ca.1445-1502),
- Juana de Valois (1447-1519), Señora (dama) de Mirabeau y Usson; casada en 1465 con Luis de Borbón, conde de Rosellón, almirante de Francia. Juana fue legitimada el 25 de febrero de 1465. En el documento correspondiente, Félizé Regnard aparece explícitamente como la madre de Juana: Johanna, filia naturalis Domini Regis per eum et Phelisiam Regnard, domicellam, nunc viduam, genita, uxor Ludovici de Borbonio Comitis Rossilionis, legitimata per litteras datas Aurelianis 25 feb. 1465. Sinè financiâ. Sin embargo, Marguerite de Sassenage, otra amante de Luis XI, es a menudo nombrada como la madre de Juana. La razón de esto es que en un libro sobre la vida del rey publicado en 1661, se descubrió que la madre de sus hijas ilegítimas era su dama del Delfinado, llamada Madame de Beaumont. En una publicación de Salvaing de Boissieu de 1668, esta mujer fue identificada erróneamente como Marguerite de Sassenage, viuda de Amblard de Beaumont. Esta falsa atribución se ha incorporado desde entonces en numerosas obras genealógicas.

El 2 de noviembre de 1447 Félizé Regnard se casó con Jean Pic, un plebeyo de Grenoble. Su familia puede haber estado empobrecida, por lo que se vio obligada a esta mesalianza. El matrimonio duró solo cinco años, porque Pic murió en 1452 y dejó a su viuda la castellanía Beaumont. Félizé se casó dos veces más. Tuvo un segundo matrimonio con Charles de Seillons antes de tomar a Grace d'Archelles como su tercer esposo. Félizé regreso a su castellanía, después de haber sido despojada de ella en 1456 (año en que Carlos VII se hizo cargo del Delfinado) en 1461, con el advenimiento de Luis XI, y la mantuvo hasta su muerte.